# Novossibirsk
Novossibirsk (en russe : Новосибирск, /nəvəsʲɪ'bʲirsk/, « Nouvelle-Sibérie », jusqu'en 1926 Novonikolaïevsk) est une ville d'importance régionale de Russie, dans la plaine de Sibérie occidentale, et la capitale administrative de l’oblast de Novossibirsk. Ses habitants sont appelés les Novossibirskiens.
Fondée en 1893 comme point de franchissement du fleuve Ob du futur chemin de fer transsibérien, la localité fut nommée Novonikolaïevsk en l'honneur de l'empereur Nicolas II. Elle connut dès sa fondation un développement rapide, obtenant le statut de ville en 1903. En mai 1918, les légions tchécoslovaques prennent la ville lors de leur soulèvement, mais la ville tombe aux mains de l'Armée rouge le 20 décembre 1919 lors de la déroute d'Alexandre Koltchak. Renommée Novossibirsk en 1926, elle devient sous Joseph Staline un des plus grands centres industriels de Sibérie. Après le déclenchement de la Seconde Guerre mondiale, la ville accueille de nombreuses usines délocalisées depuis la Russie européenne. La croissance rapide entraîne la création du complexe universitaire d'Akademgorodok et du barrage de Novossibirsk. Dépassant le million en 1962, elle se dote d'un métro en 1985. Malgré une légère stagnation démographique pendant les années 1990, sa croissance a repris depuis les années 2000.
Forte de 1 621 330 habitants en 2022, Novossibirsk est la troisième ville de Russie, la plus grande métropole russe de Sibérie ainsi que la capitale du district fédéral sibérien. Du fait de son importance, elle est le siège de multiples institutions, comme de la représentation plénipotentiaire du président de la fédération de Russie dans le district fédéral de Sibérie, de la cinquième cour d'appel de juridiction générale et de la Cour de cassation militaire de la fédération de Russie. C'est de plus un important centre culturel et scientifique, avec la cité universitaire d'Akademgorodok, réputée comme étant la « Silicon Taïga ». L'Institut de physique nucléaire Budker, l'université d'État de Novossibirsk et la division sibérienne de l'Académie des sciences de Russie ont, entre autres, élu domicile dans la cité.

## Géographie
Novossibirsk est située dans le Sud-Ouest du district fédéral sibérien. La ville s’étend dans la plaine de Sibérie occidentale et est construite sur les deux rives de l'Ob venant de l’Altaï.
Le climat est fortement continental, avec des hivers froids (−18 à −20 °C, mais pouvant atteindre −40 °C) et neigeux et des étés tièdes et humides par moments (c’est la période de l’année où il y a les plus grosses précipitations).

## Histoire

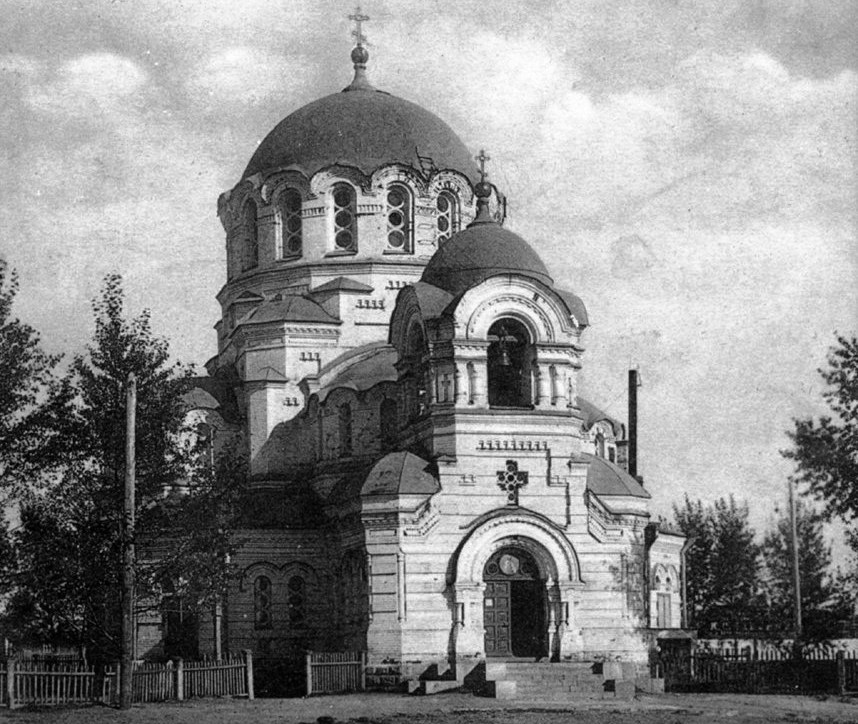
Saint-Alexandre-Nevski en 1905.

Novossibirsk fut fondée en 1893 près du pont du chemin de fer Transsibérien enjambant le fleuve. De 1893 jusqu’en 1925, elle est nommée Novonikolaïevsk (Новониколаевск), d’après Nicolas II de Russie. La cathédrale Saint-Alexandre-Nevski est le premier bâtiment en pierre et en briques à être construit en ville en 1896-1899.
C'est à partir de 1957 que fut construite à l'initiative de l'académicien Mikhaïl Lavrentiev la grande cité académique d'Akademgorodok, à 30 km du centre-ville.

## Urbanisme

### Principaux sites
Les deux monuments phares sont la gare du Transsibérien et le théâtre d'opéra et de ballet de Novossibirsk, le plus grand de Russie, qui marque le centre de la ville à proximité de Krasny Prospekt (« Avenue rouge »), l’artère principale de la ville. La gare ferroviaire centrale (Novossibirsk glavniy) est une des plus grandes du pays et est desservie par le Transsibérien. Selon ses concepteurs, le bâtiment reproduirait la forme d'une ancienne locomotive. La ville s'est grandement développée dans les années 1930 et certains édifices de cette époque sont classés au patrimoine national, comme l'immeuble des cent-appartements.
Le métro de Novossibirsk comprend deux lignes, dont l’une traverse l’Ob sur un pont couvert (c'était le plus long pont de métro lors de sa construction). La longueur totale du réseau est de 15,9 km et comporte 13 stations. Le système de transport en commun comporte également 10 lignes de tramway (83 km de lignes en 2017) et 14 lignes de trolleybus (133 km en 2017).
Par ailleurs, Akademgorodok (la « cité des Académiciens »), a été prévue pour accueillir dans un cadre agréable et loin des frontières les scientifiques de toutes disciplines de l’Union soviétique. L’ensemble, avec ses maisons individuelles harmonieuses présente un aspect pavillonnaire cossu rare dans l’ex-U.R.S.S.

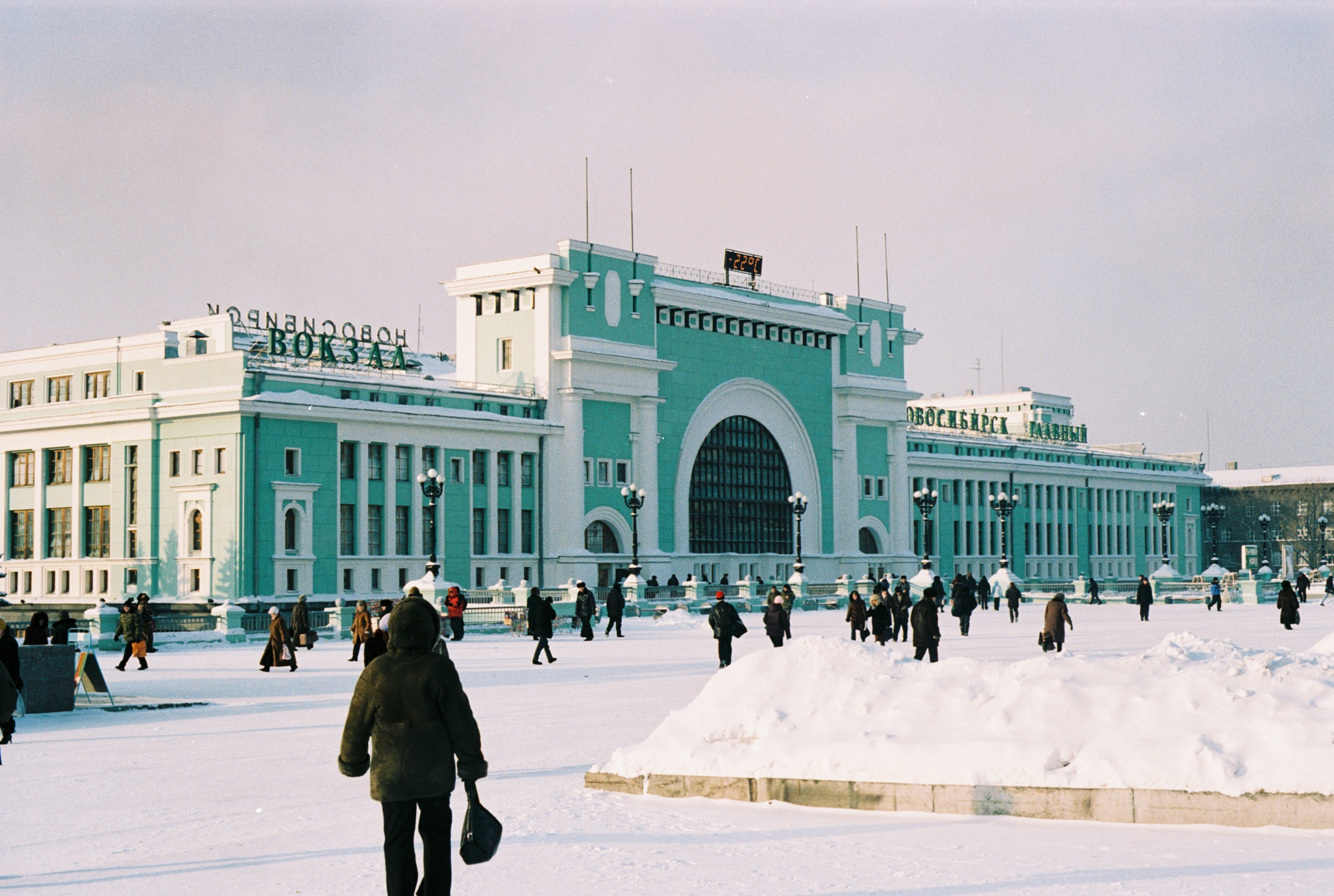
La gare centrale sur la ligne du Transsibérien.
Plan du métro.
La statue de Lénine et le théâtre-opéra de Novossibirsk.

### Voies de communication et transports
La ville est desservie par l'aéroport Tolmachevo.

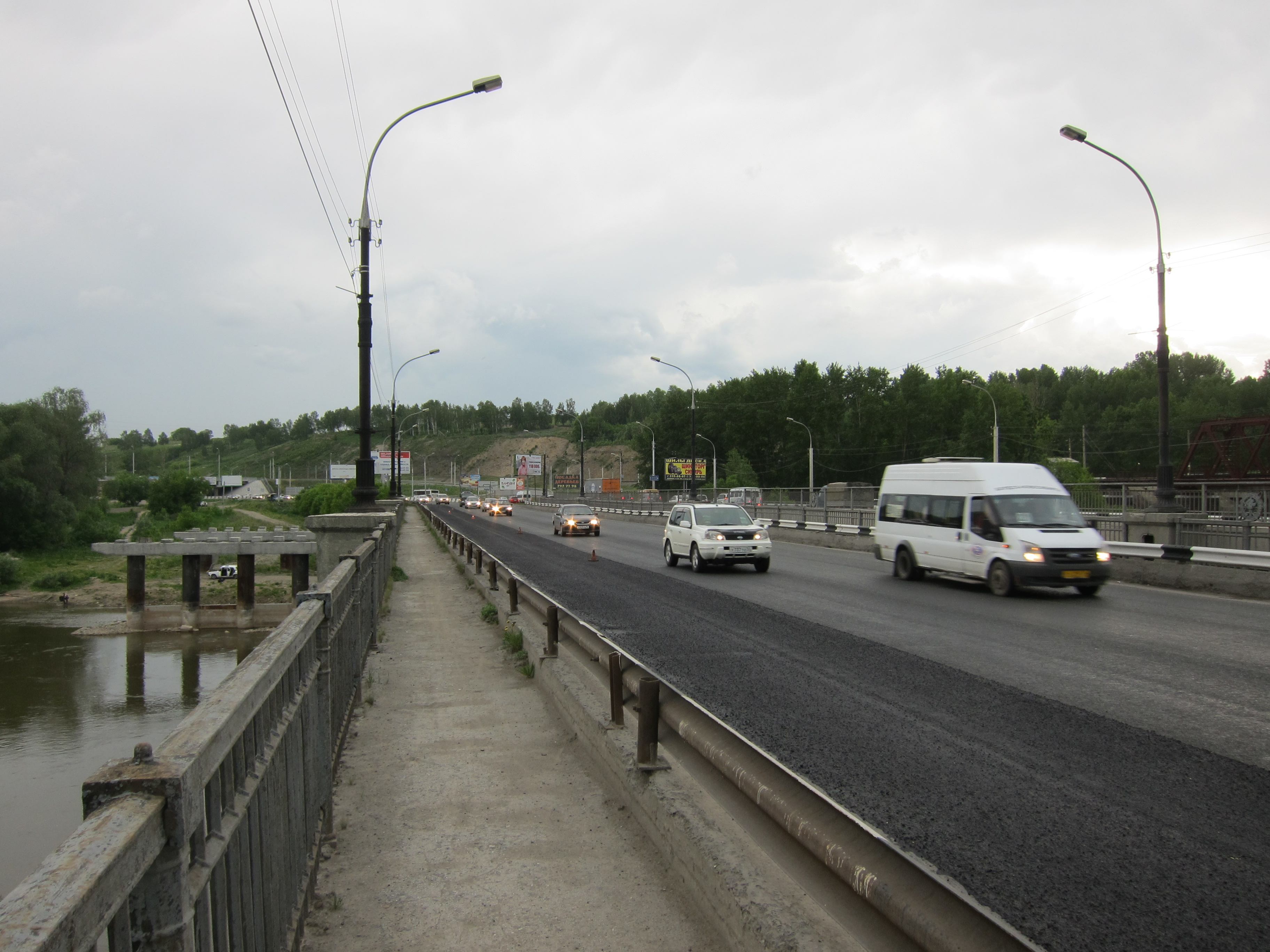
R256 enjambant la rivière Inia.

La gare centrale de Novossibirsk est un point d'arrêt important du Transsibérien.
3 autoroutes desservent la ville : la  vers Tcheliabinsk, la  vers la frontière mongole ainsi que la  vers Krasnoïarsk et Irkoutsk.
La ville dispose de trois ponts routiers sur l'Ob : Dimitrovski, d'Octobre, Bougrinski. La traversée supplémentaire est par le barrage d'Obges. La construction du quatrième pont est en cours dans les rues de l'Hippodrome et de la Station (groupe "VIS",). Dans le raïon de Novossibirsk, près du village de Mochichtché se trouve le pont Nord sur l'Ob. Il est utilisé par les transports en commun et les résidents de Novossibirsk pour quitter la ville. Dans les limites de la ville, il y a 2 grands ponts routiers sur la rivière Inia.

## Politique et administration
Jusqu'en 2023, le maire était élu au suffrage universel parmi les habitants de la ville. Ce poste était occupé par Anatoly Lokot (Parti communiste de la fédération de Russie) depuis le 23 avril 2014. En février 2023, les députés de l'Assemblée législative de l'oblast de Novossibirsk ont adopté en deux lectures un projet de loi visant à abolir les élections directes des maires de Novossibirsk et de la cité scientifique de Koltsovo ; l'élection des chefs des administrations municipales aura lieu sur une base compétitive . Le 28 décembre 2023, le gouverneur de l'oblast de Novossibirsk, Andreï Travnikov, a annoncé qu'Anatoly Lokot partait en vacances avec licenciement ultérieur. Le premier vice-maire Oleg Klemechov a été nommé maire par intérim. Le 16 avril 2024, sur la base des résultats du vote des députés du Conseil municipal des députés de Novossibirsk, le vice-gouverneur de l'oblast de Novossibirsk Maksim Koudryavtsev (Russie unie) a été élu maire de Novossibirsk,.

### Résultats électoraux
| Scrutin             | 1er tour | 1er tour | 1er tour  | 1er tour | 1er tour | 1er tour | 1er tour | 1er tour          | 1er tour | 1er tour | 1er tour | 1er tour | 2d tour                  | 2d tour                  | 2d tour                  | 2d tour                  | 2d tour                  | 2d tour                  | 2d tour                  | 2d tour                  |
| Scrutin             | 1er      | 1er      | %         | 2e       | 2e       | %        | 3e       | 3e                | %        | 4e       | 4e       | %        | 1er                      | %                        | 2e                       | %                        | 3e                       | %                        | 4e                       | %                        |
| ------------------- | -------- | -------- | --------- | -------- | -------- | -------- | -------- | ----------------- | -------- | -------- | -------- | -------- | ------------------------ | ------------------------ | ------------------------ | ------------------------ | ------------------------ | ------------------------ | ------------------------ | ------------------------ |
| Présidentielle 2012 |          | ER       | 53,06     |          | KPRF     | 24,42    |          | SE                | 12,11    |          | LDPR     | 7,12     | Victoire au premier tour | Victoire au premier tour | Victoire au premier tour | Victoire au premier tour | Victoire au premier tour | Victoire au premier tour | Victoire au premier tour | Victoire au premier tour |
| Maïorale 2014       |          | KPRF     | 43,75     |          | ER       | 39,57    |          | SE                | 3,36     |          | SE       | 3,25     | Victoire au premier tour | Victoire au premier tour | Victoire au premier tour | Victoire au premier tour | Victoire au premier tour | Victoire au premier tour | Victoire au premier tour | Victoire au premier tour |
| Municipales 2015    |          | ER       | 34,30     |          | KPRF     | 33,71    |          | SRZP              | 10,11    |          | LDPR     | 8,41     | Victoire au premier tour | Victoire au premier tour | Victoire au premier tour | Victoire au premier tour | Victoire au premier tour | Victoire au premier tour | Victoire au premier tour | Victoire au premier tour |
| Législatives 2016   |          | ER       | 34,93     |          | KPRF     | 23,39    |          | LDPR              | 15,57    |          | SRZP     | 7,57     | Tour unique              | Tour unique              | Tour unique              | Tour unique              | Tour unique              | Tour unique              | Tour unique              | Tour unique              |
| Présidentielle 2018 |          | ER       | 71,65     |          | KPRF     | 16,98    |          | LDPR              | 5,21     |          | GRANI    | 2,21     | Victoire au premier tour | Victoire au premier tour | Victoire au premier tour | Victoire au premier tour | Victoire au premier tour | Victoire au premier tour | Victoire au premier tour | Victoire au premier tour |
| Maïorale 2019       |          | KPRF     | 50,25     |          | SE       | 18,56    |          | LDPR              | 9,35     |          | ROS      | 8,28     | Tour unique              | Tour unique              | Tour unique              | Tour unique              | Tour unique              | Tour unique              | Tour unique              | Tour unique              |
| Municipales 2020    |          | ER       | 23 sièges |          | KPRF     | 8 sièges |          | Novossibirsk 2020 | 4 sièges |          | LDPR     | 4 sièges | Tour unique              | Tour unique              | Tour unique              | Tour unique              | Tour unique              | Tour unique              | Tour unique              | Tour unique              |

### Organisation administrative

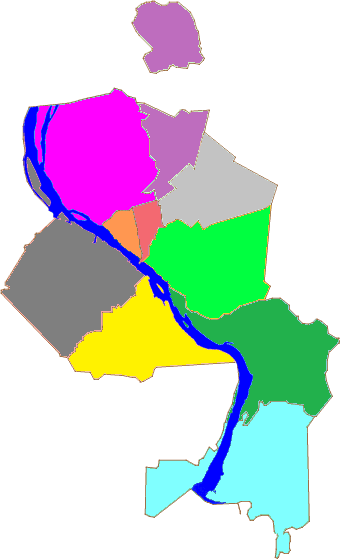
Les dix arrondissements de Novossibirsk.

Novossibirsk est divisée en dix raïons.
| Nom                     | Nom russe             | Pop. (2021) | Nommé d'après          |
| ----------------------- | --------------------- | ----------- | ---------------------- |
| Raïon de Dzerjinski     | Дзержинский район     | 163 688     | Félix Dzerjinski       |
| Raïon du Chemin de fer  | Железнодорожный район | 62 242      | Chemin de fer          |
| Raïon de Kalinine       | Калининский район     | 201 878     | Mikhaïl Kalinine       |
| Raïon de Kirov          | Кировский район       | 193 808     | Sergueï Kirov          |
| Raïon de Lénine         | Ленинский район       | 316 728     | Vladimir Ilitch Lénine |
| Raïon d'Octobre         | Октябрьский район     | 254 290     | Octobre rouge          |
| Raïon du Premier-Mai    | Первомайский район    | 90 291      | Premier-Mai            |
| Raïon soviétique        | Советский район       | 135 355     | Sovietique             |
| Raïon Tsentralny        | Центральный район     | 76 442      | Centre de Novossibirsk |
| Raïon de Transieltsovka | Заельцовский район    | 148 873     | Rivière Ieltsovka      |

## Population et société

### Démographie
| 1897* | 1907   | 1923   | 1931    | 1934    | 1939*   | 1956    | 1959*   | 1962      | 1967      |
| ----- | ------ | ------ | ------- | ------- | ------- | ------- | ------- | --------- | --------- |
| 7 800 | 47 000 | 74 600 | 180 100 | 287 000 | 404 444 | 731 000 | 885 045 | 1 000 000 | 1 064 000 |

| 1970*     | 1973      | 1976      | 1979*     | 1982      | 1986      | 1989*     | 1992      | 1996      | 1998      |
| --------- | --------- | --------- | --------- | --------- | --------- | --------- | --------- | --------- | --------- |
| 1 160 963 | 1 221 000 | 1 265 000 | 1 312 480 | 1 357 000 | 1 405 000 | 1 436 500 | 1 441 900 | 1 367 700 | 1 399 400 |

| 2000      | 2001      | 2002*     | 2003      | 2005      | 2006      | 2007      | 2008      | 2010*     | 2011      |
| --------- | --------- | --------- | --------- | --------- | --------- | --------- | --------- | --------- | --------- |
| 1 398 800 | 1 393 500 | 1 425 508 | 1 425 500 | 1 405 600 | 1 397 000 | 1 391 900 | 1 390 500 | 1 473 727 | 1 473 800 |

| 2012      | 2013      | 2014      | 2015      | 2016      | 2017      | 2018      | 2019      | 2020      | 2021      |
| --------- | --------- | --------- | --------- | --------- | --------- | --------- | --------- | --------- | --------- |
| 1 498 921 | 1 523 801 | 1 547 910 | 1 567 087 | 1 584 138 | 1 602 915 | 1 612 833 | 1 618 039 | 1 625 631 | 1 620 162 |

| 2022      | - | - | - | - | - | - | - | - | - |
| --------- | - | - | - | - | - | - | - | - | - |
| 1 621 330 | - | - | - | - | - | - | - | - | - |

### Enseignement et recherche
La ville abrite l’une des meilleures universités du pays (l’université d'État de Novossibirsk), l'université de médecine de Novossibirsk, plusieurs instituts et des centres de recherche scientifique (situés pour l’essentiel à Akademgorodok, un quartier à 30 km en amont). Le conservatoire Glinka de Novossibirsk a ouvert en 1956.
Depuis 1980, après que les services de santé publique ont officiellement détruit les différents échantillons de la variole à travers le monde, l'Organisation mondiale de la Santé a séparé les derniers échantillons restant dans deux laboratoires : un à Atlanta dans le "CDC lab" et l'autre dans un laboratoire russe à Novossibirsk.

### Sports
- L’équipe de hockey sur glace du Sibir Novossibirsk évolue dans la Ligue continentale de hockey.
- L'équipe de volley-ball du Lokomotiv Novossibirsk évolue dans le championnat de Russie et a remporté la Ligue des champions en 2013.

## Activités économiques
Les industries principales sont la métallurgie, la fabrication de machines et le nucléaire (usine de concentrés chimiques de Novossibirsk). Par ailleurs, l’important trafic de marchandises entre l’est et l’ouest sur la ligne du Transsibérien qui mène jusqu’en Chine en fait un nœud de transport, de logistique et de négoce important ainsi qu’un centre bancaire.
Elle abrite également un marché d’automobiles japonaises, où la majeure partie des voitures japonaises d’occasion de Russie sont importées et échangées.

## Culture
La vie culturelle est très présente, avec notamment la troupe d’opéra, le corps de ballet, l’art plastique et l’artisanat sibérien. Le théâtre d'opéra et de ballet de Novossibirsk est le plus grand théâtre de Russie. La ville contient aussi le Théâtre « Le Flambeau rouge », dirigé depuis 2023 par Andreï Prikotenko. La ville accueille par ailleurs une Alliance française.
Le Musée du Soleil se trouve à Akademgorodok, cité scientifique de Novossibirsk. Ce musée est le premier de la sorte au monde et unique en Russie.

Panorama de la place Lénine à Novossibirsk.

La scène musicale est aussi animée avec notamment la présence de deux groupes : Buerak et Ploho

## Personnalités
- Edouard Artemiev (1937-2022), compositeur de musique de film russe
- Sergueï Babkov (1967-2023), joueur et entraîneur russe de basket-ball.
- Mikhail Bessmeltsev, ingénieur et professeur
- Ilia Chernousov (1986-), fondeur russe médaillé olympique
- Yanka Dyagileva (1966-1991), chanteuse et poétesse soviétique
- Iekaterina Ilioukhina (1987-), snowboardeuse médaillée olympique
- Denis Inkin (1978-), boxeur champion du monde
- Alexandre Kareline (1967-), lutteur russe triple champion olympique
- Valentin Kouzine (1926-1994), hockeyeur soviétique médaillé olympique
- Elena Lenina (1979-), people russe
- Vladimir Morozov (1992–), nageur russe
- Veniamin Netchaev (1915-1987), musicien (guitariste) et acteur de cinéma, artiste méritant de la république socialiste fédérative soviétique de Russie
- Olga Nikolaïeva (1972-), joueuse de volley-ball russe
- Pelagueïa (1986-), chanteuse de musique folk russe
- Andreï Perlov (1961-), marcheur médaillé olympique
- Igor Polyansky (1967-), nageur soviétique médaillé olympique
- Stanislav Pozdniakov (1973-), escrimeur russe médaillé olympique
- Vadim Repine (1971-), violoniste belgo-russe
- Thomas Sanderling (1942-), chef d'orchestre allemand
- Sergueï Sourovikine (1966-), militaire russe.
- Anna Tsygankova (1979-), danseuse russe
- Maxime Vengerov (1974 -), violoniste russo-israélien
- Roman Vlassov (1990-), lutteur russe, médaillé olympique
- Ievgueni Zarafiants (1959), pianiste russe
- Alena Zavarzina (1989-), snowboardeuse médaillée olympique
- Andreï Zviaguintsev (1964-), cinéaste russe

## Jumelages
La ville de Novossibirsk est jumelée avec :
- Minneapolis (États-Unis) depuis 1989
- Saint Paul (États-Unis) depuis 1989
- Sapporo (Japon) depuis 1990
- Mianyang (Chine)
- Shenyang (Chine)
- Daejeon (Corée du Sud) depuis 2001
- Varna (Bulgarie)
- Och (Kirghizistan)
- Kharkiv (Ukraine)
- Minsk (Biélorussie)
- Erevan (Arménie)
- Sébastopol (Ukraine)
- Samsun (ville) (Turquie)